# جان إيف أندريه
جان إيف أندريه (بالإنجليزية: Jean-Yves André)‏ (31 مايو 1977 بموريشيوس - ) هو لاعب كرة قدم موريشيوسي في مركز الوسط. شارك مع منتخب موريشيوس لكرة القدم. أما مع النوادي، فقد لعب مع Cercle de Joachim SC ‏ وAS Vacoas-Phoenix ‏.

## وصلات خارجية
- جان إيف أندريه على موقع ناشيونال فوتبول تيمز (الإنجليزية)